# Dendrelaphis striolatus
Espèce
Synonymes
- Dendrophis striolatus Peters, 1867
- Dendrelaphis punctulatus striolatus (Peters, 1867)

Dendrelaphis striolatus est une espèce de serpents de la famille des Colubridae.

## Répartition
Cette espèce est endémique des Palaos. Sa présence est incertaine sur Pohnpei.

## Publication originale
- Peters, 1867 : Herpetologische Notizen. Monatsberichte der Königlichen Preussischen Akademie der Wissenschaften zu Berlin, vol. 1867, p. 13-37 (texte intégral).